# 斜带锉鳞鲀
斜带锉鳞鲀（学名：Rhinecanthus echarpe）为鳞鲀科锉鳞鲀属的鱼类，俗名斜带吻棘鲀。分布于红海、印度洋到太平洋中部夏威夷群岛等热带海区、台湾岛以及西沙群岛海域等，多生活于热带珊瑚丛较常见。